# Gábor Szegő
Gábor Szegő (hongrois : [ˈɡaːbor ˈsɛɡøː]), né le 20 janvier 1895 à Kunhegyes en Autriche-Hongrie (aujourd'hui Hongrie) et mort le 7 août 1985 à Palo Alto en Californie, est un mathématicien hongrois, spécialiste en analyse.

## Biographie
Szegő est né dans une famille juive ; ses parents étaient Adolf Szegő et Hermina Neuman. Il a épousé la chimiste Anna Elisabeth Neményi en 1919 ; ils ont eu deux enfants.
En 1912, il commença des études en physique mathématique à l'université de Budapest, avec des séjours d'été dans les universités de Berlin puis de Göttingen, où il assista entre autres aux cours de Frobenius, Schwarz, Friedrich Schottky, puis de Hilbert, Landau et Haar. À Budapest, il fut instruit principalement par Fejér, Beke (hu), Kürschák et Bauer et fit la connaissance de ses futurs collaborateurs, George Pólya et Michael Fekete.
Ses études furent interrompues en 1915 par la Première Guerre mondiale, durant laquelle il servit dans l'infanterie, l'artillerie et la force aérienne, où il rencontra Richard von Mises.
À quinze ans, le jeune John von Neumann, reconnu comme un mathématicien prodige, fut envoyé étudier le calcul différentiel et intégral auprès de Szegő. À leur première rencontre, Szegő, surpris par le talent mathématique de von Neumann et sa rapidité, en fut ému aux larmes. Par la suite, Szegő se rendit chez les von Neumann deux fois par semaine pour faire travailler John. Certaines des solutions instantanées de von Neumann aux problèmes d'analyse posés par Szegő, écrites par l'adolescent sur le papier à en-tête de son père, sont maintenant exposées aux Archives von Neumann de Budapest.
En 1918, Szegő reçut un doctorat de l'université de Vienne pour son travail sur les déterminants de Toeplitz,. Il obtint en 1921 son habilitation de l'université de Berlin, où il collabora avec von Mises et Schur. Il resta Privatdozent à Berlin jusqu'à sa nomination à l'université de Königsberg en 1926, comme successeur de Knopp.
En raison des conditions de travail insupportables durant le régime nazi, il se réfugia en 1934 aux États-Unis et trouva en 1936 un poste temporaire à l'université Washington à Saint-Louis (Missouri). Il fut nommé en 1938 professeur au département de mathématiques de l'université Stanford, qu'il contribua à mettre en place, jusqu'à sa retraite en 1966. Parmi ses étudiants de thèse figurent Paul C. Rosenbloom (en) et Joseph L. Ullman (en).

## Œuvre
Szegő fut l'un des principaux analystes de sa génération et fit des contributions fondamentales à la théorie des matrices de Toeplitz et des polynômes orthogonaux. Il a écrit plus de 130 articles, dans diverses langues. Chacun de ses quatre livres, dont certains sont coécrits, est devenu un classique dans le domaine qu'il couvre. Sa monographie Orthogonal polynomials, publiée en 1939, contient une grande part de ses recherches et a eu une influence profonde dans beaucoup de domaines des mathématiques appliquées, incluant la physique théorique, les processus stochastiques et l'analyse numérique.

## Sélection de publications
- (en) Richard Askey (éd.), The Collected Papers of Gábor Szegő, 3 vol., Birkhäuser, 1982 (ISBN 978-3-7643-3063-7)
- (en) (avec George Pólya), Problems and Theorems in Analysis, Springer, 1972 (1re éd. 1925), vol. I et II
- (de) Asymptotische Entwicklungen der Jacobischen Polynome, Niemeyer, 1933, 77 p.[7]
- (en) Orthogonal Polynomials, AMS, 1955 (1re éd. 1939) (lire en ligne)[8]
- (en) (avec George Pólya), Isoperimetric problems in mathematical physics, PUP, coll. « Annals of Mathematics Studies » (no 27), 1951 (lire en ligne)
- (en) (avec Ulf Grenander (en)), Toeplitz forms and their applications, Chelsea, 1958 (lire en ligne)[9]
- (en) (avec Paul Erdős[10]), « On a problem of I. Schur », Ann. of Math., vol. 43, no 3,‎ juillet 1942, p. 451-470 (lire en ligne)

## Reconnaissance
Gábor Szegő a reçu de nombreux honneurs de son vivant, parmi lesquels :
- Prix Julius König de la Société mathématique de Hongrie (1928)
- Membre de la société savante de Königsberg (1928)
- Membre correspondant de l'Académie autrichienne des sciences (1960)
- Membre honoraire de l'Académie hongroise des sciences (1965)